# Feiticeiro (classe de personagem)
Em jogos de RPG, o Feiticeiro é uma classe de personagens típica de cenários de fantasia medieval, dentre os quais se destacam os jogos Dungeons & Dragons, mais conhecido como D&D e Pathfinder Roleplaying Game. Uma classe dá habilidades (ou perícias) exclusivas para o personagem de cada classe.
Um feiticeiro tem poderes idênticos aos de um mago, com a diferença de que feiticeiros podem lançar magias sem a preparação prévia. Muitas vezes, em alguns jogos e filmes, magos, bruxos e feiticeiros são considerados como uma só classe. Porém, em jogos, como D&D e NWN, essas são duas classes distintas. Da mesma forma que magos, feiticeiros usam magia arcana.
Um mago prepara poções e magias, diferentemente, feiticeiros tem poder natural, e as criam e controlam da forma que querem sem dificuldades maiores. Porém, em alguns jogos, magos podem aprender magias novas lendo pergaminhos e livros, e feiticeiros estão restringidos à isso. Além do mais, magos nunca se cansarão pelo uso da magia, porém feiticeiros, por usar magia provinda dele mesmo, causa um grande desgaste físico/mental. Isso pode trazer desvantagens, pois se muito dependentes da magia, quando sem a mesma, ficam indefesos. A vantagem é que as chances da magia falhar é muita pequena, se consideradas a de um mago. E um feiticeiro mesmo sem conhecimento, tem mais poder e lançam suas magias com mais força e as controlam com mais facilidade. Um feiticeiro só pode usar essa classe se já nascer com o talento de um feiticeiro, ou seja, com habilidades místicas próprias de sua natureza. Os magos não possuem nenhum poder natural. Apenas as de estudar e aprender a controlá-las.